# Augustin Boué de Lapeyrère
Augustin Manuel Hubert Gaston Boué de Lapeyrère (Castéra-Lectourois, 18 gennaio 1852 – Pau, 17 febbraio 1924) è stato un ammiraglio francese, ministro della Marina dal 1909 al 1911, fu comandante della flotta francese dal 1911 al 1915, mentre tra il 1914 e il 1915 fu a capo del Comando congiunto delle forze alleate nel Mediterraneo.